# Individualistisch anarchisme
Het individualistisch anarchisme is een (historische) stroming binnen het anarchisme waarbij het individu centraal staat en elke vorm van staatsgezag of andere autoriteit wordt afgewezen.
Het belangrijk verschil met onder meer de meer revolutionaire anarchisten is, dat aanhangers van het individualistisch anarchisme niet gediend zijn van geweld om de staat af te schaffen en privaat bezit accepteren. Een belangrijk verschil met het anarcho-kapitalisme is dat (een aanhanger van) het individualistisch anarchisme vaak meent dat de economische waarde van goederen gevormd wordt door arbeid, terwijl de anarcho-kapitalisten zich vaak baseren op de subjectieve waardeleer van de Oostenrijkse School. Een belangrijk vertolker van het individualistisch anarchisme in Europa was John Henry Mackay, die zijn invloed vooral vond bij Max Stirner.
Max Stirner kwam met een theorie van de samenleving waarin de wil van het individu als soeverein wordt beschouwd en elke overheid wordt verworpen. Zijn "egoïsme" lijkt een verregaande vorm van individualistisch anarchisme, waar het eigenbelang de enige rationele drijfveer kan zijn voor het individu, en waarin eigendom een gevolg is van macht: wie iets kan nemen en behouden, bezit het. Dit plaatst hem op enige afstand van de vele anarchisten die particuliere eigendom van productiemiddelen afwijzen. Hij heeft met zijn definitie echter wel een heel zuivere en oorspronkelijke betekenis gegeven aan het begrip. Stirners ideeën inspireerden met name de libertaire anarchist Georges Palante en hebben ook invloed op recentere groen-anarchistische denkers als Wolfi Landstreicher en Bob Black. Deze auteurs zetten zich af tegen anarchisme als (linkse) politieke ideologie en stellen dat ook klassieke linkse organisatievormen als vakbonden en federaties onderdrukkend zijn voor het individu. Ook Hakim Bey kan worden gezien als 'post-links' anarchist.

## Invloeden
- William Godwin
- Pierre-Joseph Proudhon
- Max Stirner

## Aanhangers
- John Henry Mackay
- Lysander Spooner
- Henry David Thoreau
- Benjamin Tucker
- Dora Marsden